# Rue d'Estrées
La rue d’Estrées est une voie du 7e arrondissement de Paris, en France.

## Situation et accès
La rue d’Estrées est une voie publique située dans le 7e arrondissement de Paris. Elle débute au 16, avenue de Villars et se termine au 1, place de Fontenoy.
Le quartier est desservi par la ligne 13 à la station Saint-François-Xavier.

## Origine du nom

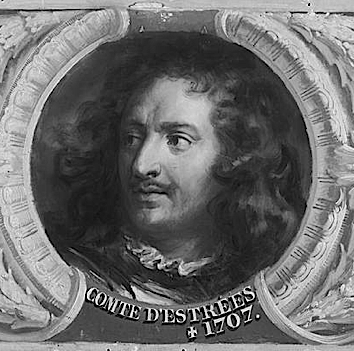
Jean II d’Estrées.

Son nom se rapporte à Jean II d’Estrées (1624-1707), maréchal de France.

## Historique
Cette voie est ouverte à la fin du XVIIIe siècle, entre la place de Fontenoy et l'avenue de Breteuil ; elle est indiquée sur le plan de Verniquet de 1790, mais sans dénomination.
En 1800, elle prend le nom de « rue Neuve-de-Babylone » car elle prolonge la rue de Babylone.
Elle est prolongée en 1817 de l'avenue de Breteuil au boulevard des Invalides sur les terrains appartenant à l'État et au sieur Juliot.
En 1819, elle prend la dénomination de « rue d'Estrées » dans toute son étendue.